# ثنائيات الأجيال
ثنائيات الأجيال (الاسم العلمي: Digenea) صنف من الحيوانات الطفيلية، يوجد منها حوالي 6000 نوع معروف علميا، 12 نوع منها فقط تنتقل للبشر. تتكاثر مرة جنسيا ومرة لا جنسيا خلال دورة حياتها. تفقس بيضة الحيوان إلى يرقة وبدورها تستنسخ نفسها لا جنسيا إلى عدة أفراد، وتكبر هذه الأفراد لتتزاوج، أي أن البيضة الواحدة تنتج المئات أو الآلآف من الأفراد.

## اقرأ أيضا
- تطفل